# Janko Veselinović
Janko Veselinović (Јанко Веселиновић), född 13 maj 1862 i byn Salaš Crnobarski, Mačva, död 26 juni 1905 i Glogovac, Mačva, var en serbisk författare. 
Veselinović, som var prästson, blev folkskollärare i sin hembygd och utgav i slutet av 1880-talet novellsamlingen Bilder från by, som med både realism och psykologisk sanning målar det gamla serbiska bondelivet och dess patriarkaliska förhållanden med starkt betonande av familjelivets helgd. Över dessa realistiska idyller ligger något av Ivan Turgenjevs vemodiga stämning. Romanen Bondkvinnan är ett lantligt epos med kulturhistoriskt och etnografiskt värde. Men då Veselinović i romanen Bonden sökte skildra den sociala och politiska brytningstiden efter 1877, svek honom de konstnärliga krafterna, och då han 1893 flyttade till Belgrad för att behandla det anfrätta huvudstadslivet, blev det ett litterärt fiasko. På svenska finns två översättningsprov i Alfred Jensens Från Serbien och Montenegro (1891).